# ONG Diaconia
A Diaconia é uma organização social brasileira, sem fins lucrativos e de inspiração cristã, que tem por objetivo a promoção da justiça e do desenvolvimento social no Brasil. Fundada em 1967, em atendimento à convocação da Confederação Evangélica do Brasil às Igrejas Evangélicas, a entidade concentra, hoje, sua atuação em três estados do Nordeste – Ceará, Pernambuco e Rio Grande do Norte. É na região detentora do menor Índice de Desenvolvimento Humano (IDH) do País que a Diaconia foca o seu trabalho e lança esforços pela efetivação de políticas públicas de promoção e defesa de direitos Humanos, Econômicos, Sociais, Culturais e Ambientais (DHESCAs).

## Missão e Visão
Missão: Trabalhar para a efetivação de políticas públicas de promoção e defesa de direitos, priorizando populações de baixa renda, para a transformação da sociedade.
Visão: Diaconia e atores sociais protagonistas na promoção e defesa de direitos, incidência em políticas públicas e no desenvolvimento de programas sustentáveis.

## Temáticas
Seis temáticas norteiam os projetos abraçados e capitaneados pela entidade, que atua tanto no espaço urbano quanto rural, por serem consideradas essenciais na busca por um País mais justo e sustentável:
- Direitos da Infância e Adolescência
- Direitos das Juventudes
- Relações de Gênero
- Geração de Trabalho e Renda
- Meio Ambiente e Clima
- Soberania e Segurança Alimentar, Nutricional e Hídrica

## Linhas Estratégicas
- Fortalecer a ação institucional da Diaconia e de seus parceiros e redes para uma atuação efetiva em políticas públicas relacionadas com os DHESCAs, com ênfase nas seis temáticas;
- Trabalhar com Igrejas, redes e grupos religiosos engajados, para intervirem nos campos sociais e de políticas públicas;
- Fortalecer as organizações parceiras por meio da promoção e apoio de processos de formação, visando seu desenvolvimento autônomo;
- Contribuir na construção de novas Relações internacionais, investindo em parcerias e intercâmbios entre os países da África, América Latina e Caribe (Sul - Sul) e entre os países da Europa e América do Norte (Sul - Norte - Sul), para atuarem em defesa dos Direitos Humanos.

## Igrejas Associadas
Onze igrejas-membro estão diretamente ligadas à atuação da Diaconia, e participam, através de representantes, dos Conselhos Diretor e Fiscal da instituição. São elas:
- Associação das Igrejas do Cristianismo Decidido
- Confederação das Uniões Brasileiras da Igreja Adventista do 7º Dia
- Exército de Salvação
- Igreja Episcopal Anglicana do Brasil
- Igreja Evangélica de Confissão Luterana no Brasil
- Igreja Evangelica Assembleia de Deus
- Igreja Evangélica Luterana do Brasil
- Igreja de Cristo no Brasil
- Igreja Metodista
- Igreja Presbiteriana do Brasil
- Igreja Presbiteriana Independente do Brasil
- União das Igrejas Evangélicas Congregacionais do Brasil

## Parceiros Institucionais
A Diaconia conta com o apoio e a parceria de instituições nacionais e internacionais, que dão suporte para que a ONG possa avançar no trabalho desenvolvido. As principais instituições são:
- Federação Luterana Mundial / Pão para o Mundo
- Ajuda da Igreja Norueguesa
- Igreja da Suécia
- Tearfund
- União Europeia
- Articulação Semiárido Brasileiro (ASA Brasil)
- Fundação Banco do Brasil
- Fundo Socioambiental Caixa
- Programa Itaú Ecomudança
- Ministério do Desenvolvimento Social e Combate à Fome e Ministério do Desenvolvimento Agrário do Governo Federal

## Áreas de Atuação

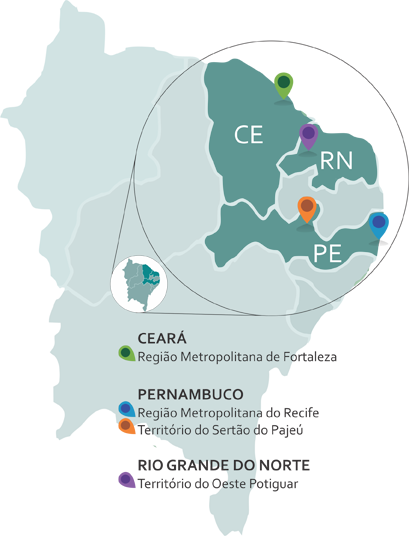
Mapa com Áreas de Atuação da Diaconia

As áreas de atuação da Diaconia estão no entorno das unidades instaladas no Recife e Afogados da Ingazeira, em Pernambuco; Fortaleza, no Ceará; e Umarizal, no Rio Grande do Norte. Nas áreas rurais, a entidade se dedica, principalmente, a projetos que garantam uma melhor qualidade de vida às famílias agricultoras com base na Agroecologia, como a construção de tecnologias de convivência com o semiárido (cisternas e biodigestores, por exemplo) e a geração de emprego e renda para mulheres e jovens. Já nas áreas urbanas, o foco das ações está voltado para a formação de crianças e jovens, através de oficinas e cursos, dentre outras iniciativas, e para o trabalho com igrejas, a partir da sensibilização das congregações para a discussão de temas como justiça de gênero e combate à violência contra as mulheres.